# Kavači (vrt)
Kavači je privatni japanski vrt, smešten u planinama južno od grada Kitakjušu, na 5 sati vožnje od Tokija, u Japanu.

## Istorija vrta
Kavači vrt, u kom je ulaz uz naplatu, osnovan je 1977. godine u aprilu. Poznat je po velikom broju jedinki cevta glicinija, kojih ima preko 20 vrsta, od kojih su najpoznatije  i Wisteria floribunda. Kavači vrtovi su jedno od najpopularnijih mesta za gledanje glicinije u Japanu. Glavna atrakcija vrta su tuneli sačinjeni od cvetova glicinije u punom cvatu. Ove strukture predstavljaju kombinaciju arhitekture i prirode. Loza glicinije, korišćena za dekoraciju celog vrta, može narasti do 20 metara iznad zemlje i 10 bočno.
Vrt obuhvata 10,000 kvadratnih metara i privatno je vlasništvo. Proglašeno je za jedno je od "31 najlepših mesta u Japanu" po CNN-u.

## Tuneli glicinije
Tuneli Glicinije postali su poznati širom sveta nakon što su 2012. godine objavljeni na nekoliko internet stranica i CNN-u.Oni predstavljaju spoj arhitekture i prirode poznat pod nazivom arbortektura.
Arbortektura je drevni dizajn koji se odnosi na upotrebu drveća i biljaka, kojima se vremenom manipuliše, za pravljenje svih vrtsa stvari. Ako se primeni na dugoročne projekte, može rezultirati neto gubitkom ugljen dioksida za izgradnju, jer drveće koristi CO2 iz atmosfere. Strukture izgrađene na ovaj način vremenom postaju sve jače i mogu trajati više od 500 godina.
U vrtu se nalaze dva tunela. Jedan je dugačak 80 metara a drugi 220 metara. Tuneli su sačinjeni od 22 različite vrste cveta glicinije, zbog čega se odlikuju širokim spektrom boja. Na kraju svakog tunela nalaze se drveća glicinije stara više od 100 godina. 
Loza glicinije, korišćena za dekoraciju celog vrta, može narasti do 20 metara iznad zemlje i 10 bočno. 

## Ostale atrakcije
- Osim tunela, unutar Kavači vrta, može se videti i velika kolekcija stabala glicinije koja zajedno formiraju ogroman krov s kog visi cveće, kao i veliki broj kupola glicinije.
- Poznati Festival Glicinije, lokalno nazvan Fudži Macuri, održava se krajem Zlatne Nedelje, početkom maja. Fudži je japanska reč za gliciniju.
- Kavači Fudži vrtovi poznati su još i po svojim jesenjim bojama koje odlikuju stabla javora u novembru i decembru.[3]Kavači vrt sadrži više od 700 stabala javora.
- Pogled sa vrha brda na kom se nalazi ovaj vrt, omogućava jedinstveni pogled na veliki broj cvetova glicinije i okolnu dolinu poznatu još i po bambusovim šumarcima.